# Boboniówka
Boboniówka (biał. Бабонеўка, Babonieuka; ros. Бабоневка, Baboniewka) – wieś na Białorusi, w obwodzie grodzieńskim, w rejonie korelickim, w sielsowiecie Cyryn, nad Serweczem.

## Historia
W dwudziestoleciu międzywojennym leżała w Polsce, w województwie nowogródzkim, w powiecie nowogródzkim, w gminie Cyryn. W 1921 miejscowość liczyła 18 mieszkańców, zamieszkałych w 4 budynkach, wyłącznie Białorusinów wyznania prawosławnego.
Po II wojnie światowej w granicach Związku Sowieckiego. Od 1991 w niepodległej Białorusi.